# Sterrenwacht Gooi en Vechtstreek
Sterrenwacht Gooi en Vechtstreek is een sterrenwacht gelegen in de Nederlandse plaats 's-Graveland (provincie Noord-Holland). In samenwerking met de Vereniging Natuurmonumenten is er een ruimte gerealiseerd op het terrein van Natuurmonumenten, boven restaurant Brambergen.

## Doel
Het doel van de sterrenwacht is het populariseren van weer - en sterrenkunde voor jong en oud.

## Telescopen
Sterrenwacht Gooi en Vechtstreek is in het bezit van een aantal (vaste) telescopen. De grootste telescopen zijn een Celestron C14 EdgeHD (36 cm doorsnee) met daarop een 80 mm triplet apo. Deze staan op een Skywatcher EQ8 montering. De C14 gaat gebruikt worden voor astrofotografie en wetenschappelijk onderzoek. De andere telescoop is een Meade 16" (41 m doorsnee) LX-200 ACF. Deze heeft nog een 10 cm lenzen telescoop gemonteerd. Voor de zonnekijkdagen is er een zonnetelescoop: Een Lunt 10 cm h-alpha double stack.

## Activiteiten
In het seizoen, van begin oktober tot eind maart, is de sterrenwacht iedere vrijdagavond open voor publiek. Het publiek kan door de telescopen kijken naar verschillende objecten zoals de maan en planeten, maar bijvoorbeeld ook sterrenstelsels en nevels. Eenmaal in de maand is er een lezing over een weer- of sterrenkundig onderwerp, zoals het klimaat van de Aarde of een andere planeet, het ontstaan van nieuwe sterren, et cetera. Ook zijn er diverse cursussen te volgen. En is er twee keer per maand een ledenbijeenkomst.

## Historie
Sterrenwacht Gooi en Vechtstreek is ontstaan uit de Werkgroep Praktische Sterrenkunde (WPS), onderdeel van de Koninklijke Nederlandse Vereniging voor Weer- en Sterrenkunde. De WPS is opgericht op 1 november 1990. Deze organiseerde één keer per maand sterrenkijkavonden in Het Gooi; om de maand op de hei bij Huizen en op het terrein van Natuurmonumenten.
In het najaar van 2009 is, in samenwerking met Natuurmonumenten, onderzocht of het realiseren van een sterrenwacht mogelijk was. Eind 2013 kwam het groene licht voor de bouw van de sterrenwacht. In 2015 is de sterrenwacht in gebruik genomen.